# Smiling Fish 2005
Der Smiling Fish 2005 im Badminton fand vom 1. bis zum 6. Mai 2005 in Trang statt.

## Sieger und Platzierte
| Disziplin    | Gold                                              | Silber                     | Bronze                                         |
| ------------ | ------------------------------------------------- | -------------------------- | ---------------------------------------------- |
| Herreneinzel | Shon Seung-mo                                     | Lee Hyun-il                | Jang Young-soo                                 |
| Herreneinzel | Shon Seung-mo                                     | Lee Hyun-il                | Poompat Sapkulchananart                        |
| Dameneinzel  | Molthila Meemeak                                  | Soratja Chansrisukot       | Kang Hae-won                                   |
| Dameneinzel  | Molthila Meemeak                                  | Soratja Chansrisukot       | Vathu Wangthira-Amnuay                         |
| Herrendoppel | Han Sang-hoon Hwang Ji-man                        | Jeon Jun-bum Kim Dae-sung  | Siwath Khoosakunthum Nuttaphon Narkthong       |
| Herrendoppel | Han Sang-hoon Hwang Ji-man                        | Jeon Jun-bum Kim Dae-sung  | Nitipong Saengsila Peerasak Wiriyaphadungphong |
| Mixed        | Songphon Anugritayawon Kunchala Voravichitchaikul | Han Sang-hoon Kim Min-jung | Visuwat Matchika Sasithorn Racharee            |
| Mixed        | Songphon Anugritayawon Kunchala Voravichitchaikul | Han Sang-hoon Kim Min-jung | Nuttaphon Narkthong Vathu Wangthira-Amnuay     |